# Piegaro
Piegaro – miejscowość i gmina we Włoszech, w regionie Umbria, w prowincji Perugia.
Według danych na rok 2004 gminę zamieszkiwały 3623 osoby, 37 os./km².